# Супрамолекулярные гели
Супрамолекулярные гели иначе молекулярные гели (англ. supramolecular gels) — гели, образованные из низкомолекулярных гелирующих агентов.

## Описание

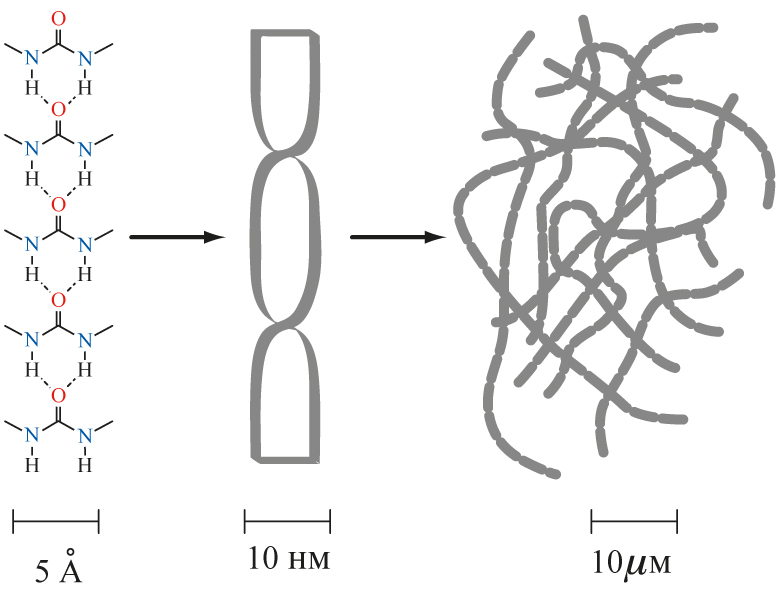
Первичная, вторичная и третичная структуры супрамолекулярного геля.

Супрамолекулярные гели получаются из соединений с небольшой молекулярной массой (< 3000). На микроуровне эти гели представляют собой вытянутые волокноподобные структуры, связанные между собой множественными нековалентными взаимодействиями (водородными связями, ван-дер-ваальсовыми взаимодействиями и т. д.) (см. рис.). Явление гелирования органических растворителей некоторыми классами низкомолекулярных органических соединений объясняется тем, что образующаяся трёхмерная супрамолекулярная структура захватывает и иммобилизует окружающие молекулы растворителя как в полости каркаса, так и в результате специфических межмолекулярных взаимодействий.
Введение хромофора или молекулярного рецептора в молекулу гелирующего агента может сделать супрамолекулярный гель очень чувствительным к действию света или химических веществ; такие гели перспективны для разработки фото- и химических сенсоров. Разнообразие пространственных структур гелей позволяет применять их как темплаты при синтезе неорганических суперструктур для катализа.